# Хотинська міська територіальна громада
Хотинська міська громада — територіальна громада України, у Дністровському районі Чернівецької області. Адміністративний центр — місто Хотин.
Площа громади — 71,34 км², населення — 11 454 мешканці (2018).
Утворена 2018 року. До складу громади ввійшли Хотинська міська та Анадольська, Ворничанська та Данковецька сільські ради Хотинського району

## Населені пункти
До склади громади входить 1 місто: Хотин та 10 сіл: Анадоли, Атаки, Білівці, Ворничани, Данківці, Каплівка, Круглик, Крутеньки, Пашківці, Ярівка.